# اگزانتم

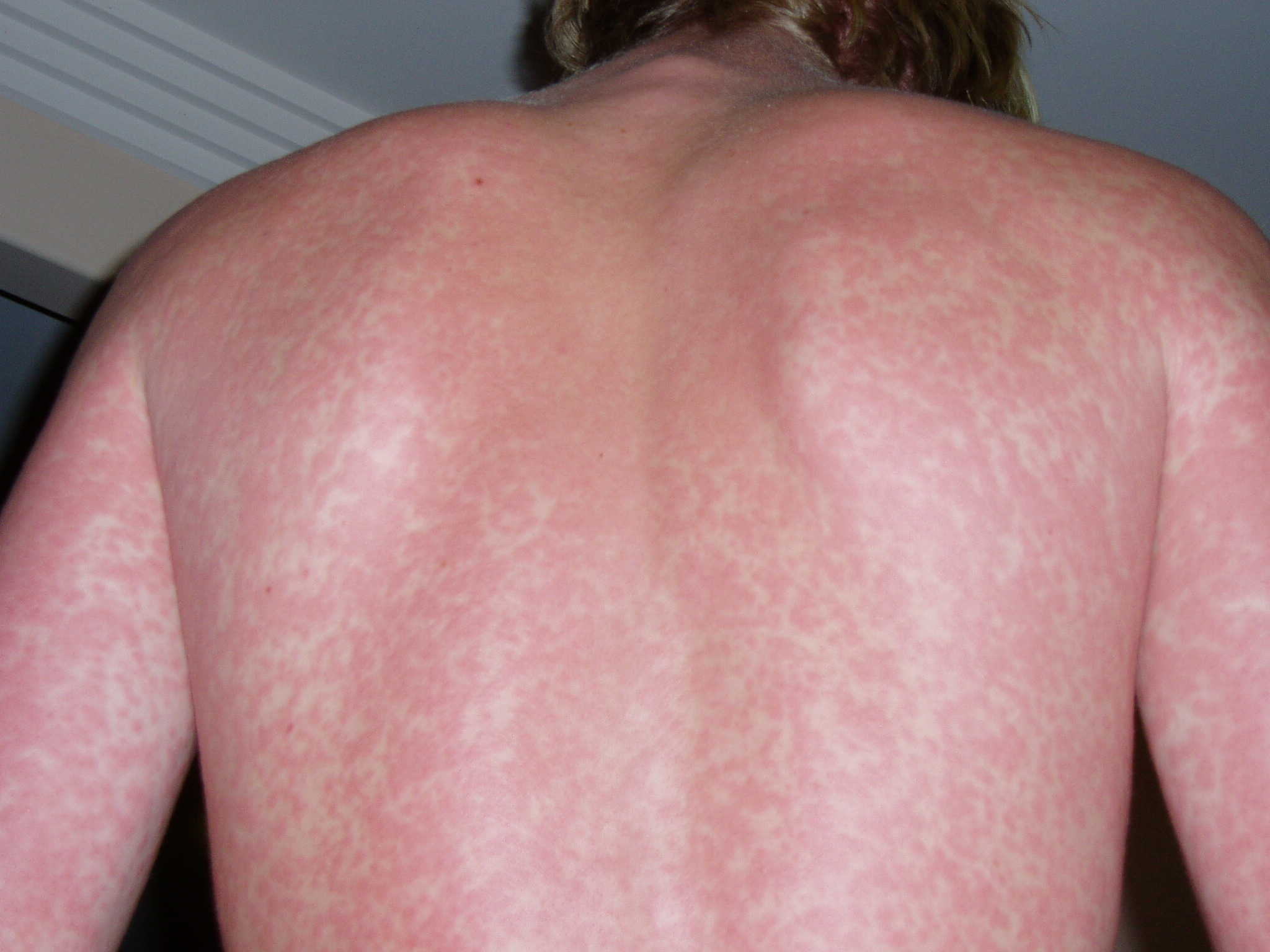
بثورات منتشر در پشت یک مرد قفقازی

اگزانتم (انگلیسی: Exanthem) یا بثورات به مجموعه راش‌های گسترده پوستی می‌گویند که اغلب در دوران کودکی ایجاد می‌شود. این ضایعه اغلب در نتیجه داروها، سموم، برخی عفونتها و بیماریهای خود ایمنی ایجاد می‌شود.
برخی بیماری‌های ویروسی مانند سرخک، سرخجه، روزئولا و بیماری پنجم از علل شایع اگزانتم هستند.داروهای شایع ایجاد کننده اگزانتم آمپی‌سیلین ، پنی سیلین ، سولفونامید (مانند کوتریموکسازول) ، جنتامایسین ، فنی توئین ، کاربامازپین و طلا هستند.

## درمان
در موارد خفیف درمان خاصی لازم نیست در موارد شدیدتر درمان آنتی هیستامین خوراکی (مانند ستریزین) ، کورتیکواستروئید موضعی ، قطع داروی مسئول و به ندرت استروئید سیستمیک است.